# 浜田毅
浜田 毅（はまだ たけし、1951年12月6日 - ）は、日本映画の撮影監督（カメラマン）。日本映画撮影監督協会理事長。北海道岩見沢市出身。北海道札幌北高等学校卒業。

## 来歴
明治大学在学中は演劇の製作に熱中していた。大学中退後、1971年大蔵映画に撮影助手として入社。大蔵映画、国際映画など数多くの現場に撮影助手として参加した後、三船プロダクションに移籍。その後、フリーとなる。
『生きてるうちが花なのよ死んだらそれまでよ党宣言』（1983/森﨑東監督）で映画カメラマンとしてデビュー。2008年『おくりびと』(滝田洋二郎監督/第81回アカデミー賞外国語映画賞受賞)では日本アカデミー賞最優秀撮影賞を受賞。
2014年、紫綬褒章受章。

## 主な作品
- 生きてるうちが花なのよ死んだらそれまでよ党宣言（1983/森﨑東監督）
- 友よ、静かに瞑れ（1985/崔洋一監督）
- 黒いドレスの女（1987/崔洋一監督）
- ふ・た・り・ぼ・っ・ち（1988/榎戸耕史監督）
- 花のあすか組!（1988/崔洋一監督）
- Aサインデイズ（1989/崔洋一監督）
- 悲しきヒットマン（1989/一倉治雄監督）
- 病院へ行こう（1990/滝田洋二郎監督）
- 幕末純情伝（1991/薬師寺光幸監督）
- いつかギラギラする日（1992/深作欣二監督）
- 僕らはみんな生きている（1993/滝田洋二郎監督）
- マークスの山（1995/崔洋一監督）
- 女優霊（1996/中田秀夫監督）
- 岸和田少年愚連隊 BOYS BE AMBITIOUS（1996/井筒和幸監督）
- 北京原人 Who are you?（1997/佐藤純彌監督）
- ラブ・レター（1998/森崎東監督）
- のど自慢（1999/井筒和幸監督）
- アドレナリンドライブ（1999/矢口史靖監督）
- 化粧師 KEWAISHI（2002/田中光敏監督）
- 命（2002/篠原哲雄監督）
- 刑務所の中（2002/崔洋一監督）
- 壬生義士伝（2003/滝田洋二郎監督）
- 陰陽師II（2003/滝田洋二郎監督）
- 血と骨（2004/崔洋一監督）
- ニワトリはハダシだ（2004/森崎東監督）
- 子ぎつねヘレン（2005/河野圭太監督）
- 変身（2005/佐野智樹監督）
- 涙そうそう（2006/土井裕泰監督）
- 椿三十郎（2007/森田芳光監督）
- おくりびと（2008/滝田洋二郎監督）
- ツレがうつになりまして。（2011年/佐々部清監督）
- 天地明察（2012/滝田洋二郎監督）
- ペコロスの母に会いに行く（2013年/森崎東監督）
- 利休にたずねよ（2013年/田中光敏監督）
- サクラサク（2014年/田中光敏監督）
- 破門 ふたりのヤクビョーガミ（2017年/小林聖太郎監督）
- 恋妻家宮本（2017年/遊川和彦監督）
- ラストレシピ〜麒麟の舌の記憶〜（2017年/滝田洋二郎監督）
- 北の桜守（2018年/滝田洋二郎監督）
- 聞煙（2019年/滝田洋二郎監督）
- 首（2023年/北野武監督）
- Broken Rage（2025年/北野武監督）

## 受賞歴
- 第48回毎日映画コンクール 撮影賞（『僕らはみんな生きている』）
- 第32回日本アカデミー賞 最優秀撮影賞（2008年、『おくりびと』）[2]
- 第37回日本アカデミー賞 優秀撮影賞（2013年、『利休にたずねよ』）[3]
- 第47回日本アカデミー賞 優秀撮影賞（2023年、『首』）[4]
- 第46回ヨコハマ映画祭 撮影賞（『本心』）[5]